# Ouled Ammar
Ouled Ammar (em árabe: أولاد عمار) é uma cidade localizada na província de Batna, no noroeste da Argélia. Sua população era de 8 756 habitantes, em 2008.